# Росомоны
Росомоны — народ, племя или род, упомянутый готским историком Иорданом (VI век) в Восточной Европе в связи с событиями около 375 года:

«Германарих, король готов хотя, как мы сообщили выше, и был победителем многих племён, призадумался, однако, с приходом гуннов.
Вероломному же племени росомонов (Rosomonorum gens infida), которое в те времена служило ему в числе других племён, подвернулся тут случай повредить ему. Одну женщину из вышеназванного племени [росомонов], по имени Сунильду, за изменнический уход [от короля], её мужа, король [Германарих], движимый гневом, приказал разорвать на части, привязав её к диким коням и пустив их вскачь. Братья же её, Cap и Аммий, мстя за смерть сестры, поразили его в бок мечом. Мучимый этой раной, король влачил жизнь больного».

## Толкования
Начиная с М. В. Ломоносова существует мнение, отождествляющее росомонов с роксоланами и позднейшими русами-россами, по мнению ряда историков — одно из первых сообщений о предках русов. Другие авторы считают эти сближения совершенно беспочвенными и полагают, что слово gens у Иордана нужно понимать как «род, клан», а не «народ».
Сюжет в сообщении Иордана имеет эпические черты, позднее сохранился в Старшей Эдде в песне «Подстрекательство Гудрун», но без упоминания росомонов. В Старшей Эдде Сёрли и Хамдир сыновья Гудрун и конунга Йонакра, а Сванхильд — дочь Гудрун и Сигурда. Сванхильд была отдана замуж за самого престарелого конунга Йормунрикка, который казнил её за измену. Гудрун, удручённая смертью любимой дочери, подстрекает сыновей отомстить за сестру. Эддический сюжет заканчивается гибелью всех героев.
Есть различные версии о происхождении росомонов. По мнению одних, они происходят от ираноязычных роксоланов, по мнению других — от германцев ругов (рогов).
Имя Сунильда признаётся германским, в начале V века хорошо известен гот Сар на службе римского императора Гонория. Его нападение на войско вождя Алариха привело к захвату Рима готами в 410 году.

## Этимология
Существует множество попыток этимологии самого слова Rosomoni, преимущественно при помощи германского (готского) или иранского (осетинского) языков.
Сторонники североиранской этимологии считают, что корню -moni ближе осет. mojnæ, а ros- объясняется упрощением rohs- — «светлый», то есть «светлые люди», и таким образом сближают с этнонимом роксоланы («светлые аланы»).
Германская этимология, как правило, предполагает наличие в названии ros- — «рыжий», «красный» или «конь» и man — «человек», «люди», гот. mana, то есть «рыжие/красные люди» или «конники» .
И. В. Зиньковская предлагает трактовать слово росомоны из готского языка как «люди двора» (rohsns «двор», manna «муж»). Поэтому росомоны были не племенем (этносом), а придворными, слугами короля Эрманариха.
Д. А. Мачинский полагал, что rosomoni/rosomani — это передача известного по скандинавским источникам этносоциального термина roþmaen («гребцы, мореходы»), от древнесеверогерманского roþ («гребля, гребной поход») и *man («человек»). Того же корня, по мнению учёных, и слово «русь».